# 会津宮下駅
会津宮下駅（あいづみやしたえき）は、福島県大沼郡三島町大字宮下字田中にある、東日本旅客鉄道（JR東日本）只見線の駅である。

## 歴史
- 1941年（昭和16年）10月28日：会津線[注 1]の終点として開業[1]。一般駅。
- 1956年（昭和31年）9月20日：当駅 - 会津川口間が延伸開業[3]。途中駅となる[3]。
- 1971年（昭和46年）8月29日：貨物の取り扱いを廃止[4]。
- 1984年（昭和59年）2月1日：荷物の取り扱いを廃止[4]。
- 1987年（昭和62年）4月1日：国鉄分割民営化により、 東日本旅客鉄道（JR東日本）の駅となる[3]。
- 2011年（平成23年）
  - 7月30日：新潟福島豪雨の影響により、小出方面の営業を休止。
  - 8月26日：当駅 - 会津大塩間でバス代行を開始[5]。
  - 12月3日：会津宮下 - 会津川口間の運転を再開（バス代行終了）。
- 2012年（平成24年）9月23日：当駅を含む会津坂下 - 会津川口間が特殊自動閉塞化。
- 2013年（平成25年）7月19日：会津中川駅付近で発生した土砂崩れの影響により、会津川口方面の営業を休止[6]。
- 2019年（令和元年）6月1日：管理駅が会津坂下駅から会津若松駅に変更。
- 2023年（令和5年）12月1日：終日無人化[2]。

## 駅構造
相対式ホーム2面2線と側線を有する地上駅で、木造駅舎を有する。かつて使用されていた留置線や転車台などが現在も下りホームの後ろに草に埋もれて残っているが、これらの線路は本線とはつながっていない。
無人駅である（会津若松駅管理）。無人化される前は直営駅（管理助役配置）で、出札窓口が設置されていた。

### のりば
駅舎側から記載。
| ホーム | 路線    | 方向 | 行先               |
| ------ | ------- | ---- | ------------------ |
| 駅舎側 | ■只見線 | 上り | 会津若松方面       |
| 反対側 | ■只見線 | 下り | 会津川口・只見方面 |

- 新潟・福島豪雨災害に伴う暫定ダイヤでは夜間留置運用があった。

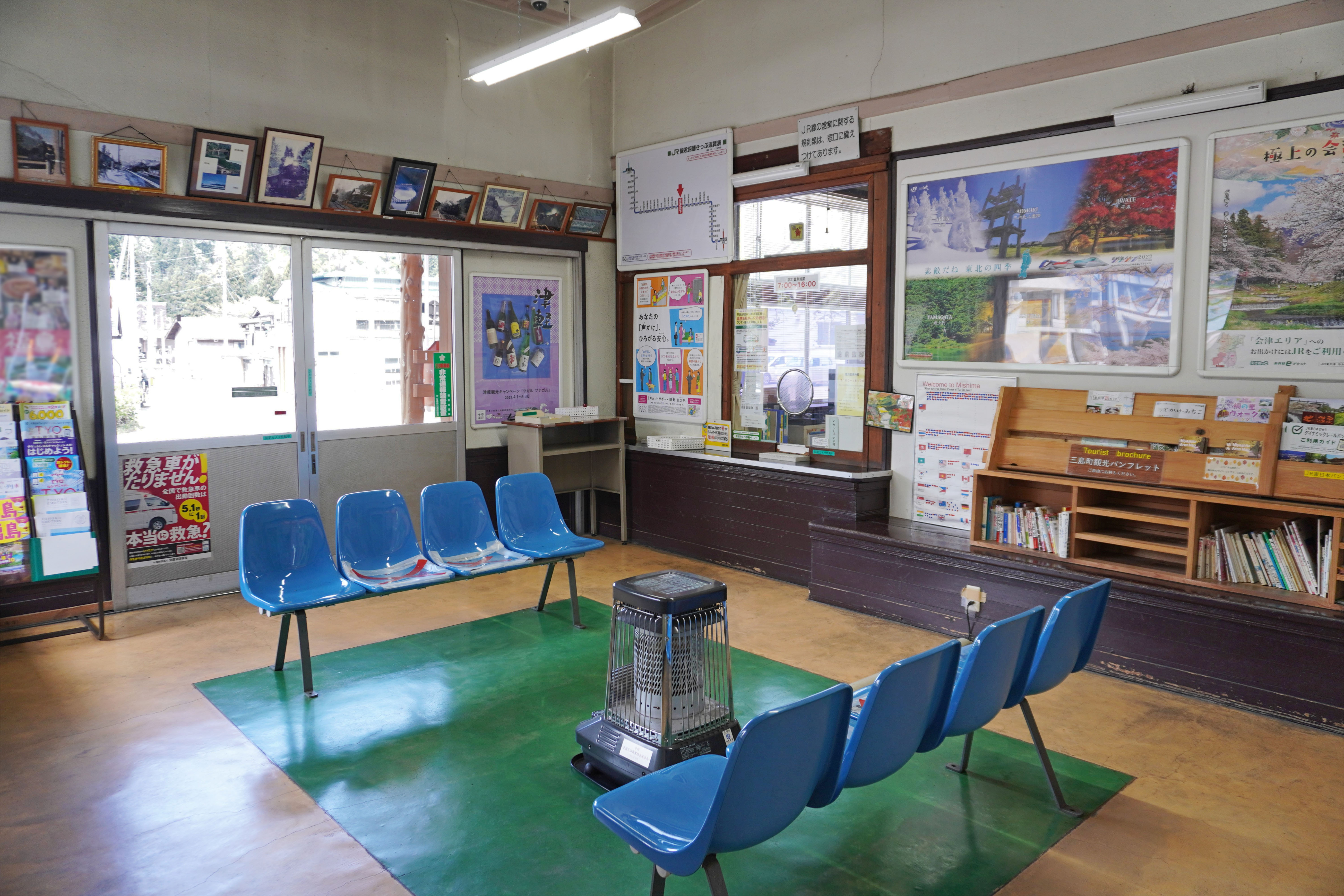
駅舎内（2023年4月）
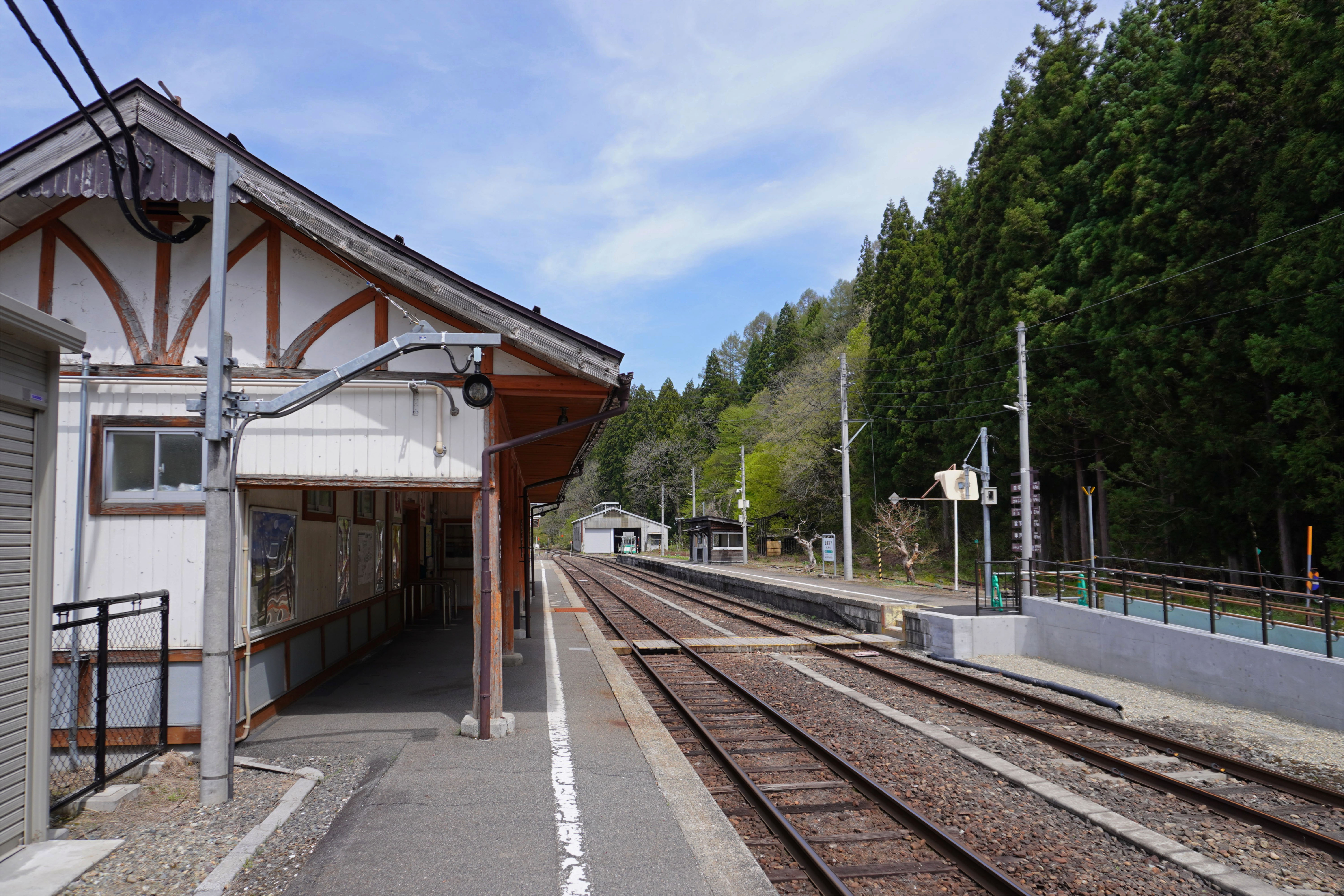
ホーム（2023年4月）

## 利用状況
JR東日本によると、2000年度（平成12年度）- 2022年度（令和4年度）の1日平均乗車人員の推移は以下のとおりであった。
| 1日平均乗車人員推移 | 1日平均乗車人員推移 | 1日平均乗車人員推移 | 1日平均乗車人員推移 | 1日平均乗車人員推移 |
| 年度                | 定期外              | 定期                | 合計                | 出典                |
| ------------------- | ------------------- | ------------------- | ------------------- | ------------------- |
| 2000年（平成12年）  |                     |                     | 73                  | [ 利用客数 1 ]      |
| 2001年（平成13年）  |                     |                     | 66                  | [ 利用客数 2 ]      |
| 2002年（平成14年）  |                     |                     | 66                  | [ 利用客数 3 ]      |
| 2003年（平成15年）  |                     |                     | 55                  | [ 利用客数 4 ]      |
| 2004年（平成16年）  |                     |                     | 51                  | [ 利用客数 5 ]      |
| 2005年（平成17年）  |                     |                     | 62                  | [ 利用客数 6 ]      |
| 2006年（平成18年）  |                     |                     | 63                  | [ 利用客数 7 ]      |
| 2007年（平成19年）  |                     |                     | 57                  | [ 利用客数 8 ]      |
| 2008年（平成20年）  |                     |                     | 50                  | [ 利用客数 9 ]      |
| 2009年（平成21年）  |                     |                     | 44                  | [ 利用客数 10 ]     |
| 2010年（平成22年）  |                     |                     | 46                  | [ 利用客数 11 ]     |
| 2011年（平成23年）  |                     |                     | 45                  | [ 利用客数 12 ]     |
| 2012年（平成24年）  | 15                  | 24                  | 40                  | [ 利用客数 13 ]     |
| 2013年（平成25年）  | 13                  | 21                  | 34                  | [ 利用客数 14 ]     |
| 2014年（平成26年）  | 12                  | 23                  | 36                  | [ 利用客数 15 ]     |
| 2015年（平成27年）  | 15                  | 19                  | 35                  | [ 利用客数 16 ]     |
| 2016年（平成28年）  | 22                  | 19                  | 41                  | [ 利用客数 17 ]     |
| 2017年（平成29年）  | 30                  | 10                  | 41                  | [ 利用客数 18 ]     |
| 2018年（平成30年）  | 24                  | 14                  | 38                  | [ 利用客数 19 ]     |
| 2019年（令和元年）  | 19                  | 16                  | 35                  | [ 利用客数 20 ]     |
| 2020年（令和02年）  | 6                   | 19                  | 25                  | [ 利用客数 21 ]     |
| 2021年（令和03年）  | 6                   | 16                  | 23                  | [ 利用客数 22 ]     |
| 2022年（令和04年）  | 12                  | 17                  | 30                  | [ 利用客数 23 ]     |

## 駅周辺
小出方面の列車は当駅を出ると只見川に沿うが（車窓右手）、しばらくすると第三只見川橋梁で只見川を渡り、すぐ滝原トンネルに入る。滝原トンネルを出ると、車窓左手に少しだけ只見川を望むことができるが、またすぐ早戸トンネルに入ってしまう。早戸トンネルを出るとすぐ早戸駅である。
会津若松方面の列車は、大谷川橋梁、第二只見川橋梁を渡ってすぐ会津西方駅になる。
2024年（令和6年）11月8日には、駅前にテレサ・テンの『ふるさとはどこですか』の歌碑が設置され、除幕式が行われた。
- JA会津よつば三島支店
- 福島県立宮下病院
- 三島町役場
- 宮下郵便局
- 三島町立三島小学校
- 三島町立三島中学校
- 宮下ダム
- 宮下発電所
- 宮下温泉
- 美坂高原
- 国道252号
- 国道400号
- 福島県道59号会津若松三島線
- 福島県道153号小林会津宮下停車場線
- 福島県道237号小栗山宮下線

## バス路線
「会津宮下駅前」停留所にて、三島町営バスの路線が発着する。いずれの路線も、休日は運休となる。
- 大石田・西方線：大石田
- 滝谷線：滝谷
- 間方線：間方
- 早戸線：早戸温泉

## 隣の駅
東日本旅客鉄道（JR東日本）
■只見線
会津西方駅 - 会津宮下駅 - 早戸駅

### 記事本文